# 中国人民解放军南部战区海军航空兵
中国人民解放军南部战区海军航空兵，机关驻海口市，是中国人民解放军南部战区海军的海军航空兵。

## 沿革
1958年4月，中国人民解放军海军南海舰队在海口机场组建航空兵指挥所，命名为中国人民解放军海军南海舰队航空兵指挥所，负责指挥和管理驻海南地区的航空兵，并且承担南海舰队所属各防空部队的业务指导工作。1959年3月28日，以该航空兵指挥所为基础组建中国人民解放军海军南海舰队航空兵（中国人民解放军38010部队），驻海口市。机关设司令部、政治部，1960年3月成立后勤部、工程部。下辖各航空兵师、各航空兵独立大队、各场站以及高炮、雷达团等，归南海舰队建制领导。1979年8月，改归海军航空兵建制领导。1965年至1968年，部署在南海地区的航空兵部队，在海南岛上空击落入侵的美军飞机7架，击伤1架，己方无伤亡。
2016年，在深化国防和军队改革中，南海舰队改称南部战区海军，南海舰队航空兵随之改称中国人民解放军南部战区海军航空兵。

## 历任领导
| 司令员 1. 夏云飞 大校（1959年4月—1961年10月） 2. 罗文华 少将（1960年10月—1968年11月） 3. 王万林（1968年12月—1977年5月） 4. 王朝玉（1977年5月—1983年8月） 5. 石云生 海军少将（1983年8月—1990年6月） 6. 张书发 海军少将（1990年6月—1995年12月） 7. 张永义 海军少将（1995年12月—2000年6月） 8. 郭炎炎 海军少将（2000年6月—2002年6月） 9. 张志诚 海军少将（2002年6月—2007年6月，南海舰队副司令员兼） 10. 王维明 海军少将（2006年12月—2009年，南海舰队副司令员兼） 11. 张汉保 海军少将（2009年—2012年） 12. 王长江 海军少将（2012年—2016年7月，南海舰队副司令员兼） 13. 崔玉忠 海军少将（2016年7月—10月，南部战区海军副司令员兼） 14. 张学军 海军少将（2016年10月—2023年4月） 15. 戴明盟 海军少将（2023年4月—） | 政治委员 1. 周志先 大校（1959年6月—1968年5月） 2. 张经文（1968年11月—1979年3月） 3. 王德连（1979年3月—1983年8月） 4. 田永存（1983年8月—1988年8月） 5. 侯固 海军少将（l988年8月—1990年6月） 6. 周春山 海军少将（1990年6月—1995年12月） 7. 张昭福 海军少将（1995年12月—1997年5月） 8. 赵贵和 海军少将（1997年5月—1998年12月） 9. 曾晓安 海军少将（1998年12月—1999年12月） 10. 强富朝 海军少将（1999年12月—2004年7月） 11. 岑旭 海军少将（2004年7月—2008年7月，南海舰队副政治委员兼） 12. 张春秀 海军少将（2008年10月—2012年，南海舰队副政治委员兼） 13. 刘明利 海军少将（2012年—2014年12月，南海舰队副政治委员兼） 14. 蔡善飞 海军少将（2015年7月—，南部战区海军副政治委员兼） |

| 副司令员 - 李文模（1960年5月—1963年4月） - 张经文（1964年9月—1968年5月） - 张文清（1965年12月—1968年11月） - 芦仕盛（1964年2月—1970年7月） - 王万林（1968年5月—1968年12月） - 荆大伟（1970年5月—1983年8月） - 尹玉泉（1970年5月—1977年9月） - 张葆华（1974年2月—1978年10月） - 王朝玉（1975年7月—1977年5月） - 耿东清（1977年9月—1983年8月） - 杨芝珍（1978年11月—1983年8月） - 马良成（1981年5月—1983年8月） - 张连富（1983年8月—1987年11月） - 李永彩（1984年5月—1985年9月） - 张书发（1988年8月—1990年6月） - 李连臣（1990年6月—1997年12月） - 马金明（1997年12月—？） - 卢志义（1998年12月—？） - 鲍汝林（2003年12月—2006年8月） - 倪增（2006年2月—2007年2月） - 王志清（2008年—？） - 王海（？—？） - 邹小平（2013年—？） - 唐一平（2013年—？） - 赵纪成（2015年7月—） - 向建军（2016年—） | 副政治委员 - 凌旺（1961年4月—1978年5月） - 刘春光（1964年9月—1977年9月） - 张崇业（1969年10月—1974年10月） - 李汉武（1977年9月—1983年8月） - 刘应荣（1977年9月—1983年8月） - 阎治亮（1978年1月—1980年8月） - 王岚（1983年8月—1984年6月） - 单大德（1985年1月—1985年9月） - 李永彩（1985年9月—1989年10月） - 赵贵和（1989年10月—1992年11月） - 张德强（1992年11月—2003年6月） - 张富朝（1994年12月—1999年12月） - 傅云书（2003年6月—？） - 苑战军（2006年7月—？） - 宋举浦（2006年12月—2007年） - 杨东升 海军少将（2008年—？） - 王自定（2013年—？） - 王玉芳（？—2016年） - 陈振魁（2016年—） |

| 参谋长 1. 张经文（1959年6月—1968年5月） 2. 王万林（1968年5月—1968年12月） 3. 王朝玉（1968年12月—1975年7月） 4. 王德星（1977年9月—1983年8月） 5. 杜九安（1983年8月—1985年9月） 6. 刘文清（1985年9月—1990年6月） 7. 刘江桥（1990年6月—1994年12月） 8. 郭炎炎（1994年12月—2000年6月） 9. 张汉保（2000年6月—2003年12月） 10. 王维明（2003年12月—2007年6月） 11. 张传书（2007年6月—？） 12. 向建军（？—2016年） 13. 吴克文（2016年—） 副参谋长 - 张俊一（？—？） - 杨芝珍（？—？） - 王朝玉（？—？） - 范国良（？—？） - 朱文清（？—？） - 史文岭（？—？） - 任键（？—？） - 杨芝珍（？—？） - 刘良杨（？—？） - 秘如山（？—？） - 石明雨（？—？） - 郭福祥（？—？） - 湿英杰（？—？） - 王泽平（？—？） - 谷德合（？—？） - 杜九安（？—？） - 袁维真（？—？） - 董瑞生（？—？） …… - 王越群（？—？） …… | 政治工作部主任 （2016年深化国防和军队改革前为政治部主任） 1. 邓存智（1959年6月—1964年5月） 2. 田翰阁（1964年5月—1976年7月） 3. 古尚愚（1976年7月—1978年10月） 4. 窦治文（1979年5月—1980年7月） 5. 王岚（1981年11月—1983年8月） 6. 李永彩（1983年8月—1984年5月） 7. 朱应全（1984年5月—1985年8月） 8. 吕庆元（1985年9月—1989年10月） 9. 李春明（1989年10月—1992年10月） 10. 肖景珠（1992年10月—1995年2月） 11. 张昭福（1995年2月—1995年12月） 12. 陈德业（1995年12月—2000年12月） 13. 傅云书（2000年12月—2003年6月） 14. 苑战军（2003年6月—2005年7月） 15. 白文奇（2005年7月—2008年4月） 16. 胡崇祥 海军少将（2008年4月—2013年7月） 17. 陆晓（2013年7月—2014年） 18. 姜平（2014年—2016年5月） 19. 范红斌（2016年7月—） 政治工作部副主任 - 田翰略（？—？） - 邢会林（？—？，代理） - 姜贵鲁（？—？） - 田军（？—？） - 窦绍文（？—？，代理） - 戴寿春（？—？，代理） - 李玉生（？—？） - 张书增（？—？） - 田永存（？—？） - 王超（？—？） - 王文斌（？—？） …… |

| 后勤部部长 - 郑自强（？—？） - 李延相（？—？） - 贾云龙（？—？） - 李秀（？—？） - 吴醉亭（？—？） - 顾天成（？—？） - 谢达兴（？—？） …… - 王栓贵（？—？） - 黄兆征（？—？） …… 后勤部副部长 - 刘元桂（？—？） - 吴存孝（？—？） - 贾云龙（？—？） - 杨振祥（？—？） - 杨信昌（？—？） - 侯炳鑫（？—？） - 夏学进（？—？） - 赵林山（？—？） - 张武诚（？—？） - 刘培勤（？—？） - 刘宗礼（？—？） - 李秀（？—？） - 金生（？—？） - 谢达兴（？—？） …… | 后勤部政治委员 - 褚久昌（？—？） - 安保元（？—？） - 陈金帮（？—？） 后勤部副政治委员 - 王帮学（？—？） - 孟双聚（？—？） - 彭雪飞（？—？） |

| 装备部部长 …… - 梁海滨（？—？） …… | 工程部部长 - 袁景山（？—？） - 李晓峰（？—？） - 梁秀岩（？—？） - 王廷志（？—？） 工程部副部长 - 李晓峰（？—？） - 王廷志（？—？） - 胡明山（？—？） |

## 装备
| 航空兵部隊        | 驻地       | 战术编号                                | 机型                                |
| ----------------- | ---------- | --------------------------------------- | ----------------------------------- |
| 海航8师（混编师） | 临高、桂平 | 8XX8X(22团,81X8X;23团,82X8X;24团,83X8X) | 歼-11BS（22团、24团）、轰-6（23团） |
| 海航9师（混编师） | 乐东       | 8XX9X(25团,81X9X;27团,83X9X)            | 歼-11BS（25团）、歼轰-7（27团）     |